# Rodrigo Maranhão
Rodrigo Maranhão (nacido el 11 de diciembre de 1992) es un futbolista brasileño que se desempeña como delantero.

## Trayectoria

### Clubes
| Club             | País      | Año         |
| ---------------- | --------- | ----------- |
| União Barbarense | Brasil    | 2015        |
| Bragantino       | Brasil    | 2015        |
| Port             | Tailandia | 2016 - 2017 |
| Sukhothai        | Tailandia | 2017        |
| Zweigen Kanazawa | Japón     | 2018 -      |